# دره‌برچین
دره‌برچین (به ترکی استانبولی: Dereberçin) یک منطقهٔ مسکونی در ترکیه است که در قسطمونی واقع شده‌است.